# Avenue de la Division-Leclerc (Le Bourget)
Pour les articles homonymes, voir Avenue de la Division-Leclerc.
L' avenue de la Division-Leclerc est un axe majeur de la ville du Bourget, en Seine-Saint-Denis. Elle suit le tracé de la route nationale 2.

## Situation et accès

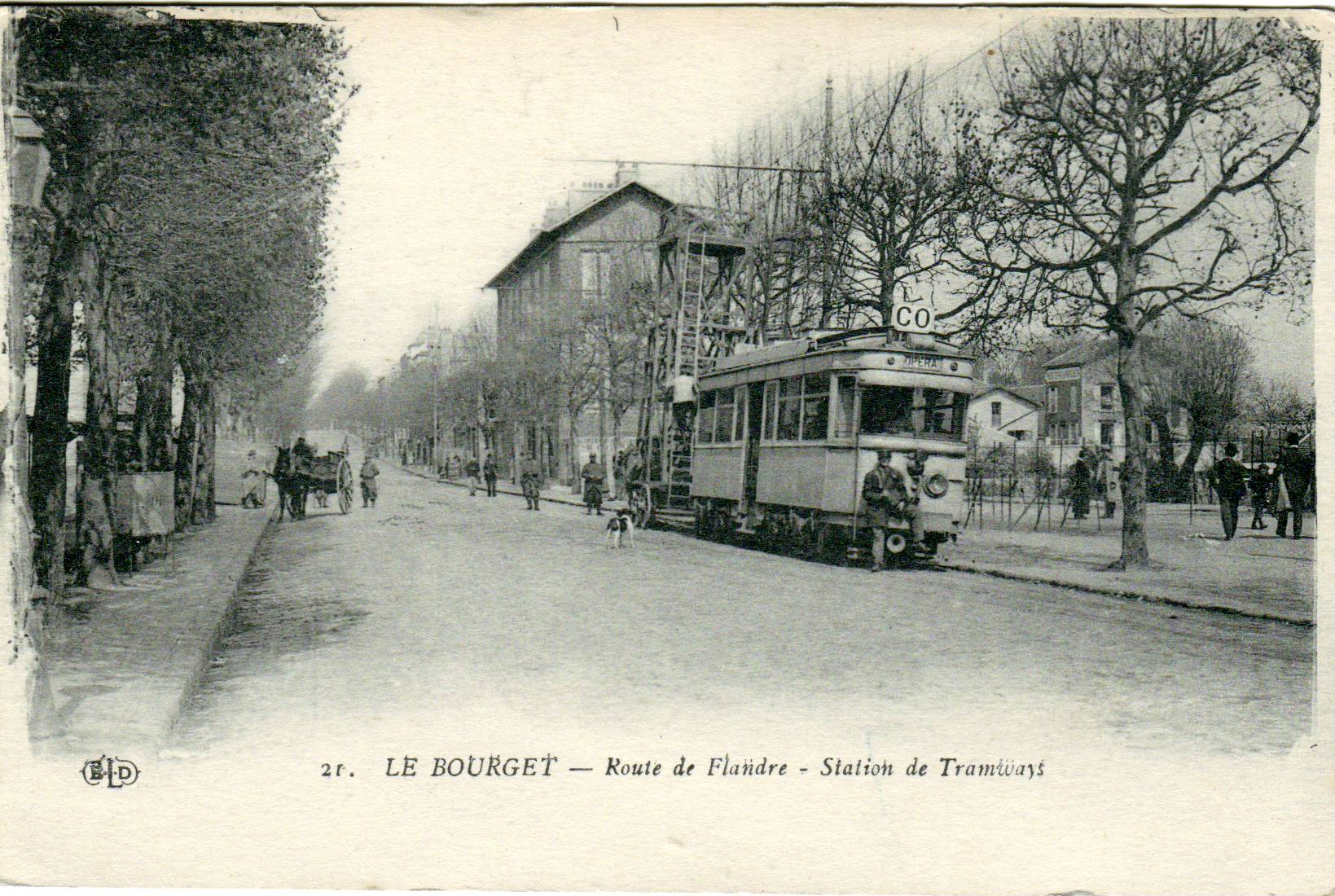
Le Bourget, route de Flandre.

Commençant son parcours au sud-ouest, à la limite de La Courneuve, cette avenue franchit tout d'abord la ligne de La Plaine à Hirson et Anor (frontière), puis passe sous la ligne 11 du tramway d'Île-de-France. Elle croise ensuite l'avenue Jean-Jaurès. Elle se termine au Blanc-Mesnil, au carrefour de la rue de l'Abbé-Niort.
Elle est desservie par la gare du Bourget.
Dans les années 2020, la construction de la station de RER Le Bourget sur les futures ligne 16 et par la ligne 17 du métro de Paris se fait en parallèle d'une profonde rénovation des alentours,,.

## Origine du nom
Cette avenue tient son nom de la 2e division blindée créée pendant la Seconde Guerre mondiale par le général Leclerc.

## Historique

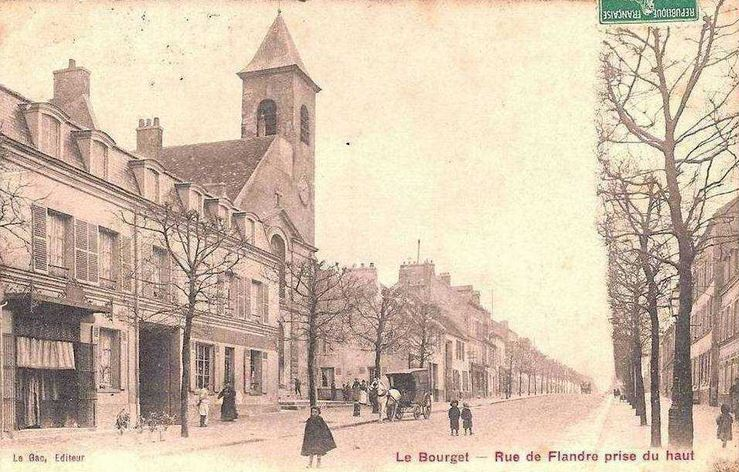
Le Bourget, rue de Flandre, église.

Cette voie de circulation était autrefois la route de Flandre ou route des Flandres. Au Moyen-âge, elle reliait la capitale au Bourget, alors un village agricole.
En 1815, elle est empruntée par Napoléon Ier au terme des Cent-Jours.

### Batailles du Bourget

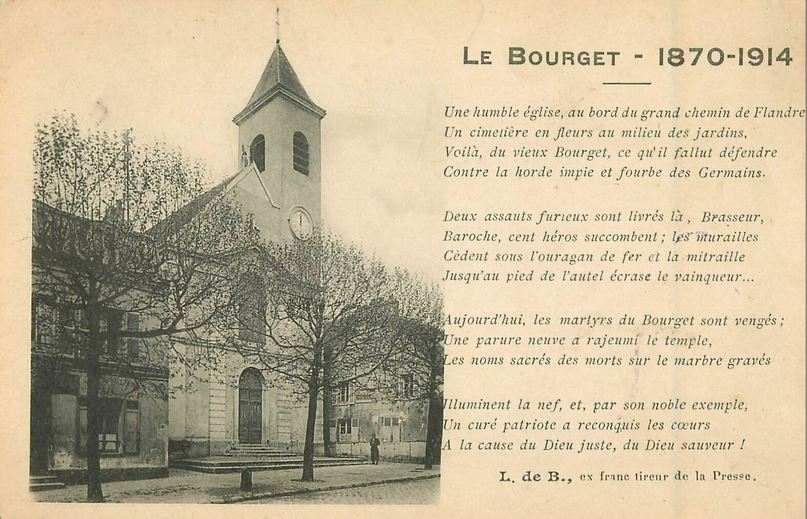
Le Bourget, chemin de Flandre.

Pendant la guerre franco-allemande de 1870, deux batailles eurent lieu dans les environs.
Lors de la première bataille du Bourget, du 28 octobre au 30 octobre 1870,  le général de Bellemare attaqua les Prussiens pour les chasser de la ville. Cette tentative se solda par un échec. L'église fut presque détruite, lorsque des combattants, sous les ordres des commandants Brasseur et Baroche, s’y réfugièrent pour résister à l’ennemi.
Le 21 décembre, lors de la deuxième bataille du Bourget, le capitaine de frégate Lamothe-Tenet parvint à s'emparer du cimetière, progressa vers l'église et y attaqua les Prussiens, tandis que le général Lavorgnet arrivait par la route de Flandre.

## Bâtiments remarquables et lieux de mémoire

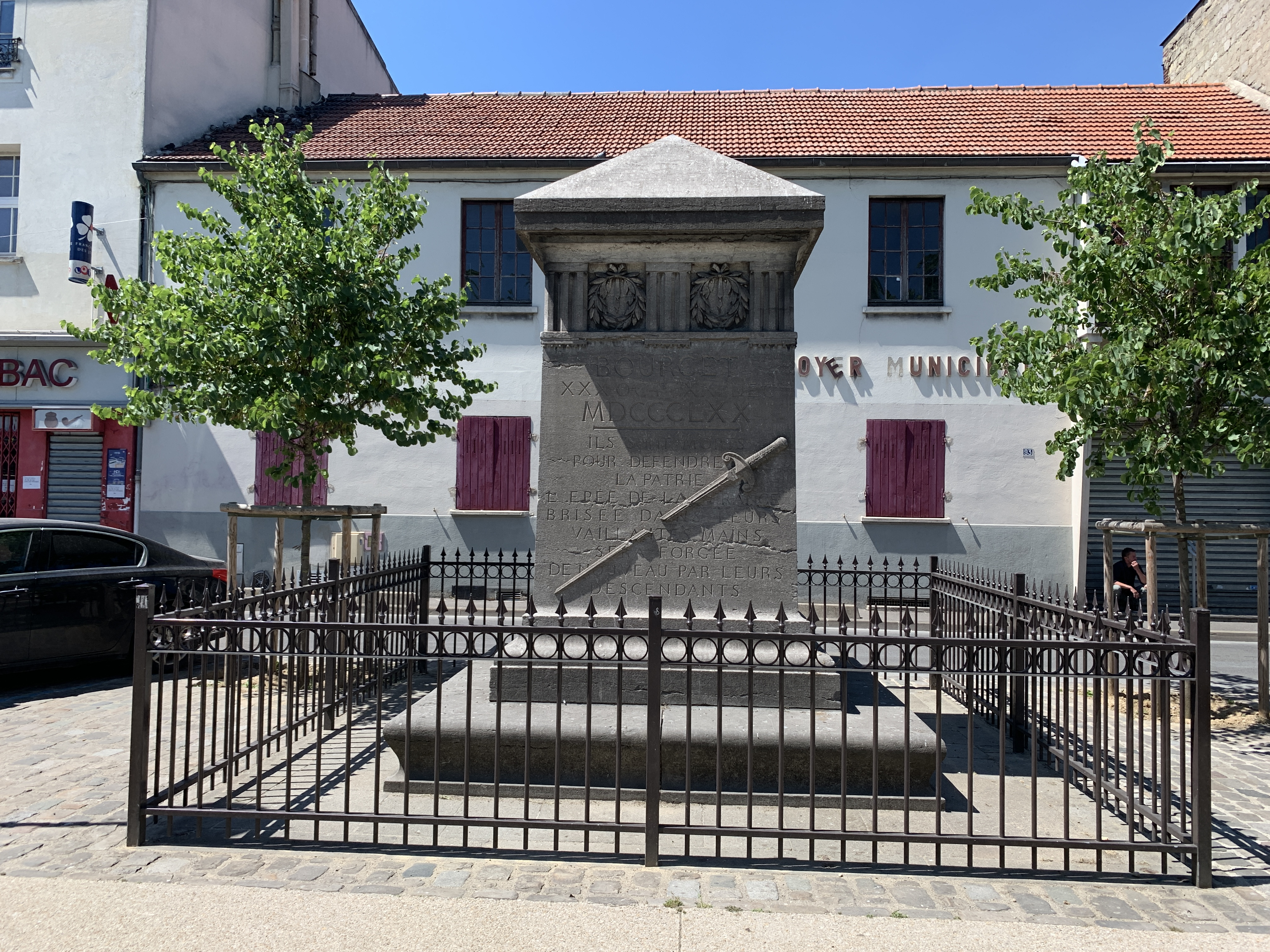
Monument des Batailles du Bourget.

- Église Saint-Nicolas du Bourget, rebâtie en 1742, fréquemment rénovée[10].
- À côté de l'église, emplacement d'un relais de poste datant du XVe siècle.
- Square Charles-de-Gaulle. À l'entrée se trouve un mémorial du Général de Gaulle. Dans le parc a été déposée une borne de limite du village du Bourget au XVIIIe siècle, et qui se trouvait auparavant rue du Commandant Ernest-Baroche[11].
- C'est le 30 octobre 1870, dans la cour du no 24 que fut tué d'une balle reçue en plein cœur le commandant Ernest Baroche. Une plaque de marbre à sa mémoire est apposée sur le mur de la poste, à l'angle de la rue Édouard-Vaillant.
- Collège Didier-Daurat, inscrit au patrimoine de la Seine-Saint-Denis[12]. Anciennement appelé groupe scolaire Edgar-Quinet, il succède à une école de filles, créée en 1884, appartenant à la ville et dirigée par les Filles de la charité de Saint-Vincent-de-Paul[13].
- Hôtel de ville du Bourget.
- Au no 63, la bibliothèque du Bourget.
- Devant le Foyer Municipal, au no 93, sur la place du 11-Novembre-1918, le Monument des Batailles du Bourget, dit l'« épée brisée ». C'est un mausolée de granit réalisé en 1873 par l'architecte Delignières, hommage aux Bourgetins morts pour la France.